# Stiftung John Neumeier
Die Stiftung John Neumeier ist eine rechtsfähige Stiftung des bürgerlichen Rechts mit Sitz in Hamburg.

## Organisation
Die Stiftung wurde im Jahr 2006 als nicht rechtsfähige Stiftung des privaten Rechts von John Neumeier errichtet. Seit November 2022 ist sie eine rechtsfähige Stiftung des bürgerlichen Rechts. Der Stiftungsvorstand setzt sich zusammen aus John Neumeier, Hermann Reichenspurner und Kai Greve. Kurator und Leiter der Sammlungen ist Hans-Michael Schäfer.

## Aufgaben und Ziele
Der Zweck der Stiftung ist es, die Sammlungen zu den Themen Tanz und Ballett und das Lebenswerk von John Neumeier zusammenzufassen, zu erhalten und für die Stadt Hamburg zu sichern.
Die von Neumeier über Jahrzehnte zusammengetragene Tanz- und Ballettsammlung ist in Fachkreisen international bekannt und stellt eine Kombination aus Kunstsammlung, Bibliothek und Archiv mit einer vielfältigen Auswahl an Objekten dar. Die Sammlung ist nicht nur ballett-, sondern auch kunsthistorisch einzigartig. Aufgabe und Ziel der Stiftung John Neumeier ist es, „die Geschichte von Tanz und Ballett durch Wort und Bild, Dokument und Objekt zusammenzuführen und mit dem Werkverzeichnis John Neumeier in einem Künstlerhaus lebendig darzustellen und fassbar zu gestalten.“
Die Stiftung betreibt derzeit ein wissenschaftliches Institut mit Bibliothek, das der Öffentlichkeit in eingeschränktem Umfang zur Verfügung steht. Die Sammlungsbestände werden übernommen und wissenschaftlich aufbereitet, betreut, dokumentiert, katalogisiert und verwertet. Der Ausbau zu einem Ballettmuseum, um die Sammlungsbestände der Öffentlichkeit zugänglich zu machen, und eine Erweiterung der Aktivitäten des wissenschaftlichen Instituts, sind in Planung.

## Sammlungsschwerpunkte
Die Schwerpunkte der Sammlungen liegen auf dem Tänzer-Choreographen Vaslav Nijinsky sowie der Ballets Russes de Serge de Diaghilew. Die Form- und Farbensprache der Ballets Russes und der eigenen Choreographien Nijinskys werden durch zahlreiche Werke unterschiedlicher Arten verdeutlicht.
Die Stiftung verfügt über die weltweit größte Sammlung Nijinskys eigener
Zeichnungen. Diese sind für die Sammlungen von besonderer Bedeutung, da sie einen Zugang zu dem Werk Nijinskys als Bildender Künstler ermöglichen. „Die Farbwelt, die Rhythmik und das Formenvokabular bilden Werkzyklen, die neben Nijinskys choreographischem Werk ihre Eigenständigkeit als Bildwerke der zeichnerischen Abstraktion einnehmen – und so den Blickwinkel auf diesen einzigartigen Künstler erneuern.“

## Die Sammlungen

### Bibliothek
Die Bibliothek umfasst einen systematisch gegliederten Bestand von etwa 11.500 Titeln und beinhaltet, neben klassischen Buchmaterialien, Einzelexemplare wie illustrierte oder seltene Ausgaben und Widmungsexemplare.

### Kunstsammlung
Die Kunstsammlung beinhaltet etwa 11.000 Objekte und umfasst verschiedene Arten von Kunstwerken wie Ölgemälde, Druckgraphiken, Skulpturen, Bronzebüsten, Porzellanfiguren oder Terracottaplaketten sowie eine Sammlung unterschiedlicher Photomaterialien, beispielsweise Carte de Visite, Carte Cabinet, Papierabzüge oder Photo-Postkarten.

### Archiv
Das Archiv umfasst eine epochenübergreifende Dokumentensammlung und eine Dokumentation zu verschiedenen Tanzpersönlichkeiten mit unterschiedlichen Materialien wie Autographen, Korrespondenzen, Lebensdokumenten, Werkstücken sowie auch Sekundärdokumenten wie Text- und Bildmaterialien, Kostüme, Accessoires und Varia.

### Werkverzeichnis
Das Werkverzeichnis umfasst die Arbeitsmaterialien von John Neumeier zu seinen aktuell über 140 Balletten. Es dient der Dokumentation der Werke in ihrer Konzeption, Entstehung und Entwicklung sowie zahlreicher originaler Bühnenbild- und Kostümentwürfe. Neben verschiedenen Druckwerken umfasst der Bestand insbesondere audiovisuelle Medien zur Dokumentation der Aufführungen von John Neumeiers Werken. Des Weiteren umfasst das Werkverzeichnis auch die Dokumente der privaten Lebensführung von John Neumeier.

## Aktivitäten

### Ausstellungsbeteiligungen
Die Stiftung beteiligt sich mit Werken aus den Sammlungen an zahlreichen internationalen Ausstellungen.
- 2000: Nijinsky - Legend och modernist, dansaren som förändrade världen / Nijinsky - Legend and modernist, the dancer who changed the world, Dansmuseet, Stockholm
- 2000: Nijinsky - Tanzlegende und Visionär, Museum für Kunst und Gewerbe Hamburg
- 2000: Nijinsky, 1889-1950, Musée d’Orsay, Paris
- 2008: Traces du Sacré, Musée d’Orsay, Paris
- 2008: Spuren des Geistigen, Haus der Kunst, München
- 2009: Schwäne und Feuervögel. Die Ballets Russes 1909-1929, Deutsches Theatermuseum, München
- 2009: Schwäne und Feuervögel. Die Ballets Russes 1909-1929, Österreichisches Theatermuseum, Wien
- 2009: Tanz der Farben – Nijinskys Auge und die Abstraktion, Hamburger Kunsthalle
- 2009: Bewegte Welten, Hapag-Lloyd Europa
- 2009: La danza de los colores. En torno a Nijinsky y la abstracción Fundación MAPFRE, Madrid
- 2010: Diaghilev and the Golden Age of the Ballets Russes 1909-1929, Victoria and Albert Museum, London
- 2010: On Line: Drawing through the Twentieth Century, Museum of Modern Art, New York
- 2011: Wunder, Deichtorhallen, Hamburg
- 2011: Wunder, Kunsthalle Krems
- 2012: Danser sa vie, Centre Pompidou, Paris
- 2013: Vaslav Nijinsky and John Neumeier, State Museum of Theatre and Music, St. Petersburg
- 2013: Inventing Abstraction, Museum of Modern Art, New York
- 2014: Silver Age - Russische Kunst in Wien um 1900, Österreichische Galerie Belvedere, Wien
- 2015: Jürgen Rose. Nichts ist so lebensfüllend wie das Theater, Deutsches Theatermuseum und Bayerische Akademie der Schönen Künste, München

### Publikationen
Die Stiftung ist als Mitherausgeber an Publikationen zu dem Leben und Werk von John Neumeier beteiligt. Hierzu zählen das im Jahr 2008 erschienene Werk In Bewegung von John Neumeier zu seinem über dreißigjährigen Schaffen in Hamburg und die im Jahr 2010 erschienene Biographie John Neumeier – Bilder eines Lebens von Horst Koegler.